# Trajektoria
Trajektoria betecknar den bana i vilken en partikel rör sig i t. ex. en sjö eller i atmosfären. Genom beräkning av trajektorier kan man t. ex. följa föroreningars spridning i vatten och luft.

llustration som visar banan för en kula som avfyras mot ett mål i en uppförsbacke.

Ett rörligt föremål kan vara en projektil eller en satellit. Till exempel kan också vara en planetbana, en asteroid eller en komet som rör sig runt en central massa. En bana kan beskrivas matematiskt antingen genom geometrin hos banan, eller som positionen för det rörliga objektet över tiden.
I reglerteknik är en bana i tiden ordnad uppsättning av tillstånd i ett dynamiskt system. I diskret matematik, är en bana en sekvens {\displaystyle (f^{k}(x))_{k\in \mathbb {N} }} av värden som räknats fram genom itererad tillämpning av en kartläggning {\displaystyle f} för ett element {\displaystyle x} från dess källa.

## Trajektorians fysik
Ett välkänt exempel på en bana är banan för en projektil, såsom en kastad boll eller en gunga. I en mycket förenklad modell rör sig objektet enbart genom påverkan av ett likformigt gravitationskraftfält. Detta kan vara en god approximation för en sten som kastas en kortare sträcka, t.ex., vid ytan av månen. I denna enkla approximation, tar banan formen av en parabel. Generellt vid fastställandet av banor kan det vara nödvändigt att ta hänsyn till olikformiga gravitationskrafter och luftmotstånd (drift och aerodynamik). Detta är centralt för disciplinen ballistik.
Ett av de viktiga resultaten av Newtons mekanik var möjligheten att härleda Keplers lagar. I gravitationsfältet hos en masspunkt eller en sfäriskt symmetrisk utbredd massa (t.ex. solen), är banan för ett rörligt föremål en konisk sektion, vanligtvis en ellips eller en hyperbel. Detta överensstämmer med observerade banorna hos planeter, kometer och konstgjorda rymdfarkoster som en tämligen bra approximation, även för en komet som passerar nära solen, då den också påverkas av andra krafter, såsom solvinden och strålningstryck, som modifierar dess bana, och orsakar att kometen matar ut material i rymden.
Newtons teori utvecklades senare till den gren av teoretisk fysik som kallas klassisk mekanik. Den utnyttjar matematikerna differentialkalkyl (som de facto också initierats av Newton i hans ungdom). Under århundraden, har otaliga forskare bidragit till utvecklingen av dessa två discipliner. Klassisk mekanik blev den mest framträdande demonstrationen av kraften i rationellt tänkande i vetenskap och teknik. Den hjälper till att förstå och förutsäga ett stort antal olika av fenomen varav banor bara är ett exempel.
Betrakta en partikel av massa {\displaystyle m}, som rör sig i ett potentialfält   {\displaystyle V}. Fysiskt sett representerar massan tröghet, och fältet {\displaystyle V} representerar externa krafter, av en viss typ känd som kallas "konservativ". Det vill säga, givet  på varje relevanta position, finns det ett sätt att bestämma den associerade kraft som skulle verka i denna position, säg från tyngdkraften. Alla krafter kan dock inte uttryckas på detta sätt.
Rörelsen hos partikeln beskrivs av en andra ordningens differentialekvation
{\displaystyle m{\frac {\mathrm {d} ^{2}{\vec {x}}(t)}{\mathrm {d} t^{2}}}=-\nabla V({\vec {x}}(t))} with {\displaystyle {\vec {x}}=(x,y,z)}
På den högra sidan, är den kraft som ges i form av {\displaystyle \nabla V}, gradienten av potentialen, tagen vid lägen längs banan. Detta är den matematiska formen av Newtons andra rörelselag: kraften är lika med massan gånger acceleration, för sådana situationer.